# ザ・ビッグ・アップル
『ザ・ビッグ・アップル』は宝塚歌劇団の舞台作品。月組公演。
併演作品は『白鳥の道を越えて』。

## 解説
"ザ・ビッグ・アップル"とはニューヨークの愛称で、その都市をテーマにした作品。タイムズスクエア、ブロードウェイ、ダウンタウン、チャイナタウン、ヴィレッジと辿って、リズムとテンポとサウンドの街・ニューヨークの種々相を描いていく。
みさとけいはこの東京公演を最後に宝塚を退団した。

## 公演期間と公演場所
- 1981年6月26日 - 8月11日[2]　宝塚大劇場
- 1981年10月2日 - 10月28日[4]　東京・新宿コマ劇場
- 1982年5月1日 - 5月5日[5]　福岡市民会館
- 1982年5月7日 - 5月15日[5]　福山、奈良、一宮、横浜、習志野、関、清水、浜松

## 宝塚大劇場公演のデータ
形式名は「グランド・ショー」。22場。

### スタッフ（宝塚大劇場）
- 作・演出：酒井澄夫[2]
- 音楽[6]：寺田瀧雄、中元清純、河崎恒夫、中川昌、筒井広志
- 音楽指揮[6]：溝口堯、橋本和明
- 振付[6]：羽山紀代美、県洋二、大谷盛雄、謝珠栄
- 装置[6]：石浜日出雄、関谷敏昭
- 衣装：静間潮太郎[6]
- 照明：今井直次[7]
- 音響：松永浩志[7]
- 小道具：万波一重[7]
- 効果：坂上勲[7]
- 演出助手[7]：中村暁、石田昌也
- 制作：橋本雅夫[7]